# Hsu Jen-ho
Hsu Jen-ho (chinesisch 徐仁浩, Pinyin Xú Rén Hào; * 1959) ist ein Badmintonspieler, der für Chinesisch Taipeh im Parabadminton in der Startklasse BMSTL3 (SL4) und BMSTL2 (SL3a) an den Start geht und zwischen 2003 und 2015 an fünf Weltmeisterschaften teilnahm. Sein größter Erfolg war der Gewinn der Silbermedaille bei der Weltmeisterschaft 2005, daneben errang er zwei Bronzemedaillen bei Welt- und zwei Bronzemedaillen bei Asienmeisterschaften.

## Karriere
Bei der Weltmeisterschaft 2003 in Cardiff im Vereinigten Königreich startete Masashi im Herreneinzel und gewann in der ersten Runde gegen den Japaner Masashi Sugimoto mit 15:10, 15:6. Das Viertelfinale ging gegen seinen Landsmann Chuang Liang-tu, dem späteren Weltmeister, mit 3:15, 11:15 verloren. Bei der Badminton-Asienmeisterschaft für Behinderte 2004, die in Kuala Lumpur ausgetragen wurde, errang Hsu die mit Koji Hemmi geteilte Bronzemedaille im Herreneinzel, Gold ging an Jasmi Tegol und Silber an Radhi Juhari, beide starteten für Malaysia. Beim Herrendoppel startete Hsu mit seinem Landsmann Huang Yu-jen, sie erreichten die mit Azmin Ali und Yau Tiam Ann aus Malaysia geteilte Bronzemedaille. Gold ging an die Malaysier Jasmi Tegol und Radhi Juhari, Silber an die Pakistaner Shahid Hussain und Ali Rafique Muhammad.
Bei der in Hsinchu stattfindenden Badminton-Weltmeisterschaft für Behinderte 2005 gewann Hsu im Viertelfinale (erste Runde) gegen den Malaysier Rosi Ai mit 2:0 und spielte im Halbfinale mit Jasmi Tegol erneut gegen einen Malaysier und konnte diese Begegnung mit 2:1 gewinnen. Im Finale stand Hsu dem Deutschen Pascal Wolter gegenüber und verlor das Spiel mit 1:2; Hsu erhielt somit die Silbermedaille. Im Doppel trat Hsu mit seinem Landsmann Chin Ko an. Da nur drei Spielpaare antraten, erhielten Jasmi Tegol und Radhi Juhari im Halbfinale ein Freilos; Hsu und Chin spielten gegen Chun Sung-shin und Kim Chang-man aus der Republik Korea. Diese Begegnung verloren Hsu und Chin mit 1:2 und erhielten somit die Bronzemedaille.
Bei der Weltmeisterschaft 2007, die in Thailands Hauptstadt Bangkok ausgetragen wurde, wurde Hsu in der ersten Runde in Gruppe fünf gelost und traf dort auf Belura Amarcudin aus Indien, Guus Maassen aus dem Königreich der Niederlande und Toshiaki Suenaga aus Indien. Gegen Amarcudin gewann er mit 17:21, 21:11, 21:10, gegen Maassen mit 21:7, 21:14 und Suenaga gab Walkover. In der ersten Runde des nach der Gruppenphase ausgetragenen K.-o.-Systems traf Hsu auf den Inder Sreckauth Reddy und gewann mit 21:7, 21:10. Im Viertelfinale besiegte Hsu den Malaysia Jasmi Tegol mit 21:15, 21:14 und traf danach im Halbfinale auf den Deutschen Pascal Wolter. Diese Begegnung ging mit 21:17, 19:21, 18:21 verloren. Da der dritte Platz nicht ausgespielt wurde, teilte sich Hsu die Bronzemedaille mit Kim Chang-man aus der Republik Korea. Bei den Para-Asienspielen 2010 nahm Hsu im Badminton teil und hatte im Achtelfinale ein Freilos. Das Viertelfinale verlor er gegen Ma Xutao aus der Volksrepublik China mit 18:21, 21:19, 10:21.
Bei der Weltmeisterschaft 2009 in Seoul startete Hsu in Gruppe C, wo er mit 21:5, 21:9 gegen den Japaner Yusuke Yamaguchi und mit 21:7, 21:13 gegen den Spanier Juan Antonio Ramirez gewann und somit als Gruppensieger das K.-o.-System erreichte. Im Viertelfinale traf Hsu auf Lee Chun-ui aus der Republik Korea, den er mit 21:12, 21:19 besiegte. Im Halbfinale verlor Hsu gegen Toshiaki Suenaga aus Japan mit 18:21, 16:21. Da der dritte Platz nicht ausgespielt wurde, teilte sich Hsu die Bronzemedaille mit Pascal Wolter aus Deutschland. Im Doppel trat Hsu mit seinem Landsmann Chiang Chung-hou an, sie starteten in Gruppe A. Gegen Raúl Anguiano Araujo aus Guatemala, der mit dem Thailänder Adisak Saengarayakul spielte verloren sie mit 21:19, 15:21, 16:21 (Araujo und Saengarayakul errangen später die Bronzemedaille). Gegen die zweiten Gegner, die Hongkonger Kwong Wah Yu und Siu Keung Chu verloren Hsu und Chiang mit 10:21, 13:21 (Yu und Chu gewannen die Weltmeisterschaft). Hsu und Chiang schieden somit als Gruppenletzter aus.
Bei der Weltmeisterschaft 2013 in Dortmund wurde Hsu in Gruppe G gelost, wo er gegen Toshiaki Suenaga aus Japan mit 21:23, 9:21 verlor und gegen Colin Leslie aus Schottland mit 21:4, 21:11 gewann, somit kam Hsu als Gruppenzweiter hinter Suenaga in die nächste Rundde. In der ersten Runde des K.-o.-Systems gewann Hsu gegen Eddy Boerman aus dem Königreich der Niederlande mit 21:5, 21:12 und in der zweiten Runde konnte er den Peruaner Pedro Pablo De Vinatea mit 21:11, 21:12 besiegen. Im Viertelfinale war dann gegen den Deutschen Pascal Wolter Endstation, dieses Spiel ging mit 13:21, 10:21 verloren. Im Herrendoppel trat Hsu mit seinem Landsmann Huang Hsing-chih an, das Duo wurde in Gruppe E gelost. Sie konnten gegen beide Gruppengegner gewinnen: gegen die Thailänder Singha Sangnil und Subpong Meepian mit 21:19, 21:16 und gegen die Inder Neeraj George Baby und Binoy Nedumparambil Angel mit 21:13, 21:15. Hsu und Huang trafen in der ersten Runde des K.-o.-Systems auf die Inder Gopinath Kalaimani und Umesh Vikram Kumar, sie gewannen die Begegnung mit 21:9, 21:16. Im Viertelfinale war dann durch eine 8:21,-10:21-Niederlage gegen die Japaner Taku Hiroi und Toshiaki Suenaga Endstation.